# Sanogasta maculosa
Sanogasta maculosa là một loài nhện trong họ Anyphaenidae.
Loài này thuộc chi Sanogasta. Sanogasta maculosa được Hercule Nicolet miêu tả năm 1849.